# 1635 en musique classique
| \| • Retour à la chronologie générale de la musique classique • \| |
| Grèce • Rome • Haut Moyen Âge • VIIIe siècle • IXe siècle • Xe siècle • XIe siècle XIIe siècle • XIIIe siècle • XIVe siècle • XVe siècle • XVIe siècle • XVIIe siècle XVIIIe siècle • XIXe siècle • XXe siècle • XXIe siècle |
| • Retour à la chronologie générale de la musique classique • |

| Années en musique classique : 1632 - 1633 - 1634 - 1635 - 1636 - 1637 - 1638    |
| Décennies en musique classique : 1600 - 1610 - 1620 - 1630 - 1640 - 1650 - 1660 |

## Événements
- Fiori musicali, recueil de Girolamo Frescobaldi.

## Naissances

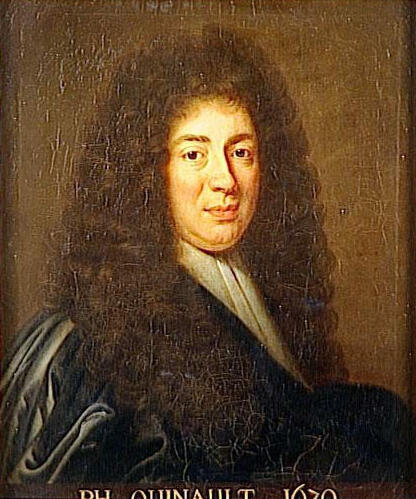
Philippe Quinault

- 3 juin : Philippe Quinault, poète, auteur dramatique et librettiste français († 26 novembre 1688).
- 8 septembre : Prince Paul Ier Esterházy de Galántai, claveciniste et compositeur hongrois - († 26 mars 1713)

Date indéterminée :
- Johann Wilhelm Furchheim, compositeur allemand († 22 novembre 1682).
- Joannes Florentius a Kempis, organiste et compositeur flamand (bapt. le 1er août - † après 1711).
- Augustin Pfleger, compositeur allemand († 23 juillet 1686).
- Pietro Simone Agostini, compositeur italien († 1er octobre 1680).
- Daniel Danielis, compositeur belge († 1696).

## Décès
- inhumé le 19 février : David Janszoon Padbrué, compositeur hollandais (° vers 1553).
- 10 octobre : Johann Ulrich Steigleder, compositeur et organiste allemand (° 22 mars 1593).

Date indéterminée :
- Thomas Ravenscroft, compositeur britannique, théoricien et éditeur.